# Anzygina sativae
Anzygina sativae är en insektsart som först beskrevs av Evans 1940.  Anzygina sativae ingår i släktet Anzygina och familjen dvärgstritar. Inga underarter finns listade i Catalogue of Life.